# Rankin (Illinois)
Rankin es una villa ubicada en el condado de Vermilion en el estado estadounidense de Illinois. En el Censo de 2010 tenía una población de 561 habitantes y una densidad poblacional de 374,1 personas por km².

## Geografía
Rankin se encuentra ubicada en las coordenadas 40°27′52″N 87°53′45″O / 40.46444, -87.89583. Según la Oficina del Censo de los Estados Unidos, Rankin tiene una superficie total de 1.5 km², de la cual 1.5 km² corresponden a tierra firme y (0%) 0 km² es agua.

## Demografía
Según el censo de 2010, había 561 personas residiendo en Rankin. La densidad de población era de 374,1 hab./km². De los 561 habitantes, Rankin estaba compuesto por el 92.51% blancos, el 0.71% eran afroamericanos, el 0% eran amerindios, el 0% eran asiáticos, el 0% eran isleños del Pacífico, el 4.46% eran de otras razas y el 2.32% pertenecían a dos o más razas. Del total de la población el 6.95% eran hispanos o latinos de cualquier raza.